# 1831 Ніколсон
1831 Ніколсон (1831 Nicholson) — астероїд головного поясу, відкритий 17 квітня 1968 року.
Тіссеранів параметр щодо Юпітера — 3,619.